# Centre de cultura contemporània de Barcelona
Il Centre de Cultura Contemporània de Barcelona (noto anche con il suo acronimo, CCCB) è un centro culturale che si trova nel quartiere del Raval di Barcellona.

## Attività
Il CCCB è stato aperto nel 1994 e da allora organizza mostre, dibattiti, festival e concerti, cicli di film, corsi, conferenze ed altre attività che hanno come tema centrale la città e la cultura urbana.
Il centro incoraggia la creazione attraverso nuove tecnologie e linguaggi, esplora e promuove la continua fusione di linguaggi e generi diversi e supporta le produzioni interne e di altri centri artistici, musei ed istituzioni nazionali e internazionali. Lo scopo alla base di queste attività è quello di generare dibattiti e riflessioni sul tema della città e dello spazio pubblico e su altri temi d'attualità.
Il CCCB offre al pubblico l'accesso a parte del suo patrimonio, un archivio multimediale comprendente un'ampia varietà di materiali (documenti, pubblicazioni, file digitali, audiovisivi, ecc.) realizzati dal centro durante i suoi anni di attività.
Il CCCB è un consorzio pubblico creato dalla Diputació de Barcelona e dal Comune di Barcellona. L'organo di gestione che governa il consorzio è il Consiglio Generale, il cui presidente è il Presidente della Diputació de Barcelona e il cui vicepresidente è il sindaco della città.

## L'edificio
Il centro ha una superficie di 15.000 mq, di cui 4.000 espositivi. Dispone inoltre di un auditorium, una libreria e varie sale per seminari e conferenze multiuso.
Il CCCB occupa una parte dell'antico ospizio Casa de Caritat, i cui locali sono stati ristrutturati dagli architetti Helio Piñón e Albert Viaplana.